# 小穆賴勒斯山

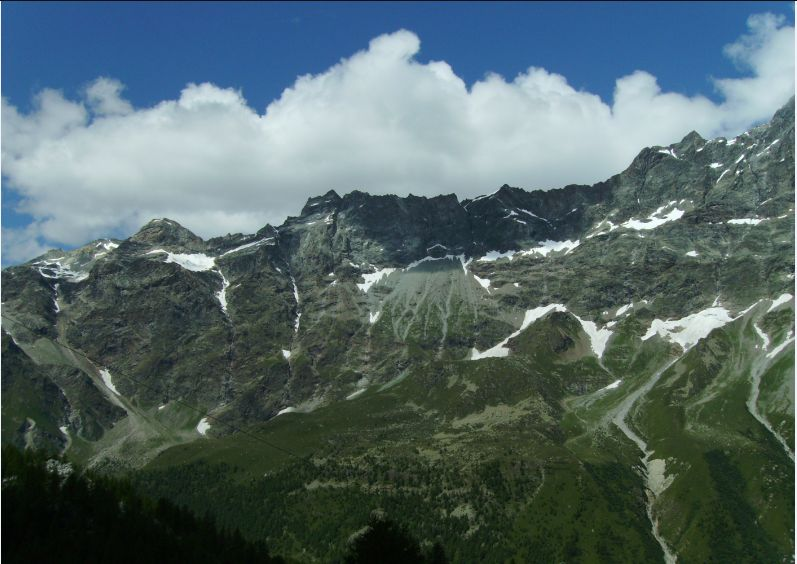

45°56′04″N 7°35′10″E / 45.9345°N 7.586°E
小穆賴勒斯山（義大利語：Petites Murailles），是意大利的山峰，位於該國西北部，由瓦萊達奧斯塔大區負責管轄，屬於本寧阿爾卑斯山脈的一部分，海拔高度3,630米。